# Guy Innes-Ker

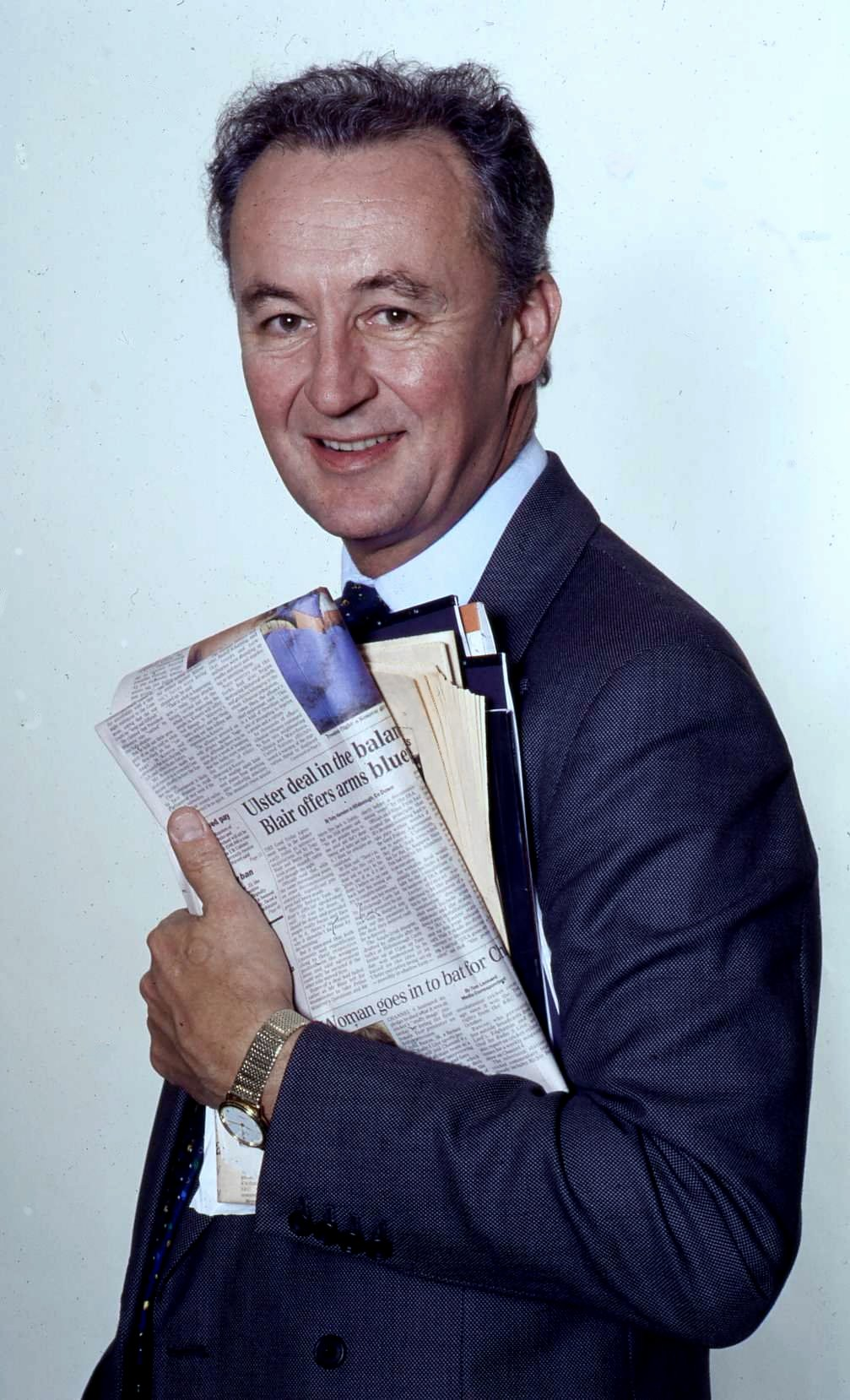
Książę Roxburghe

Guy David Innes-Ker, 10. książę Roxburghe (ur. 18 listopada 1954, zm. 29 sierpnia 2019) – brytyjski arystokrata i posiadacz ziemski, najstarszy syn George’a Innes-Ker, 9. księcia Roxburghe, i Margaret McConnel, córki Fredericka McConnela.
10 września 1977 r. poślubił lady Jane Meriel Grosvenor (ur. 8 lutego 1953), córkę Roberta Grosvenora, 5. księcia Westminster, i Violi Lyttelton, córki 9. wicehrabiego Cobham. Guy i Jane mieli razem dwóch synów i córkę:
- Rosanagh Viola Alexandra Innes-Ker (ur. 1979)
- Charles Robert George Innes-Ker (ur. 18 lutego 1981), markiz Bowmont i Cessford
- Edward Arthur Gerald Innes-Ker (ur. 1984)

Pierwsze małżeństwo księcia zakończyło się rozwodem w 1990 r. Po raz drugi ożenił się 3 września 1992 r. z Virginią Mary Wynn-Williams (ur. 1965), córką Davida Wynn-Williamsa. Guy i Virginia mają razem syna i córkę:
- Isabella May Innes-Ker
- George Alastair Innes-Ker

Wykształcenie odebrał w Eton College. Później studiował agroekonomię w Magdalene College na Uniwersytecie Cambridge. Następnie uczęszczał do Royal Military Academy Sandhurst. W 1974 r. otrzymał Miecz Honoru i został porucznikiem regimentu Blues and Royals. Tytuł książęcy odziedziczył po śmierci swojego ojca w 1974 r. Od tamtej pory do reformy 1999 r. zasiadał w Izbie Lordów.
Książę mieszka obecnie w swojej rodowej rezydencji Floors Castle w Kelso (skądinąd w największym mieszkalnym budynku w Szkocji). Należy do największych posiadaczy ziemskich w Szkocji – jego posiadłości zajmują 56 000 akrów powierzchni. Jego majątek oceniany jest na 70 milionów funtów. Głównymi źródłami dochodu księcia są dochody z jego posiadłości ziemskich oraz z turystyki – zarówno Floors Castle, jak i ziemie Innes-Kerów są otwarte dla turystów, książę Roxburghe jest również właścicielem wiejskiego hotelu.